# The First Statement
The First Statement is een muziekproject uit 2010 over het conflict tussen Israël en Palestina, geïnitieerd door artiest Prace (Joram Kroon).
Naar aanleiding van onderzoeksreizen in Israël en Palestina, schreef Prace tien composities.
De composities werden uitgebracht op een album. Prace voert zijn composities live uit met een vijftien koppig ensemble.
De musici van dit ensemble zijn van verschillende nationaliteit.